# Gibo
Pour l’article ayant un titre homophone, voir Gibault.
Gibo est un  dessinateur et un caricaturiste français né le 17 janvier 1948.

## Biographie
Formé à l'École supérieure des arts graphiques, il obtient une première publication en 1970 dans le magazine Miroir du Fantastique, où il publie une bande dessinée. Par la suite, il fournit caricatures et bandes dessinées aux revues Pilote, Rock & Folk, Noir et Blanc, ainsi qu'aux journaux des Éditions Fleurus. Il exécute à ce moment-là une série d'albums illustrés pour les plus jeunes. Il participe en outre à l'émission  télévisée Tac-au-Tac, dont le responsable est Jean Frapat. Il illustre certaines chansons du chanteur Alain Souchon et des textes romanesques de l'écrivain Marcel Pagnol. Actuellement[Quand ?], il produit bandes dessinées et caricatures, principalement dans les magazines hebdomadaires Télé Z et Télé Journal. Il a collaboré par ailleurs régulièrement aux revues Intérêts Privés et Action Affaire. Parallèlement à son activité de créateur, il assure et organise des ateliers et animations pédagogiques en milieu scolaire. Il a remporté le Prix d'humour tendre en 1995, à Saint-Just-le-Martel.

## Œuvres recueillies en volumes
- Caricatures de stars, éditions Caricature et caricaturistes
- Gibo: Têtes de stars, éditions Caricature et caricaturistes[2]